# Associazione Calcio Femminile Sanitas Trani 80 1985
Questa voce raccoglie le informazioni riguardanti l'Associazione Calcio Femminile Sanitas Trani 80 nelle competizioni ufficiali della stagione 1985.

## Stagione

Lone Smidt Hansen (nº 10) è festeggiata per il rigore procuratosi all'87º minuto con il Friulvini Pordenone. Da sinistra in primo piano Graziella Barba, Adele Marsiletti (nº 7) e Ulla Bastrup.

Difendere lo scudetto è l'imperativo categorico per la Trani 80 e l'impresa è più ardua rispetto a quella compiuta l'anno prima.
La ditta farmaceutica Sanitas sponsorizza la squadra, che viene potenziata con l'inserimento delle formidabili danesi Lone Smidt Hansen, Susanne Augustesen, Ulla Bastrup e delle giovani promesse sarde Antonella Carta e Angela Coda.
Dopo un avvincente duello fino all'ultimo minuto con la Lazio dell'ex Carolina Morace, la Sanitas Trani 80 conquista il secondo scudetto, ma perde in finale la Coppa Italia, mancando l'accoppiata scudetto-coppa. Si rifà vincendo il Torneo Internazionale di Tortora (CS).

Con la maglia azzurra, da sinistra: Susanne Augustesen, Maria Losciale, Deborah Montagnani, Maria Mariotti, Anna Palma,
Graziella Barba, Lone Smidt Hansen, Antonella Carta, Viviana Bontacchio, Adele Marsiletti, Viola Langella, Paola Bonato, Ulla Bastrup, Antonella Marrazza, Angela Coda, Luana Pavan, Rose Reilly.

## Rosa
| N. |                      | Ruolo | Calciatrice        |
| -- | -------------------- | ----- | ------------------ |
|    | Italia (bandiera)    | P     | Graziella Barba    |
|    | Italia (bandiera)    | P     | Luana Pavan        |
|    | Italia (bandiera)    | D     | Rosaria Barba      |
|    | Italia (bandiera)    | D     | Paola Bonato       |
|    | Italia (bandiera)    | D     | Angela Coda        |
|    | Italia (bandiera)    | D     | Viola Langella     |
|    | Italia (bandiera)    | D     | Antonella Marrazza |
|    | Italia (bandiera)    | D     | Anna Palma         |
|    | Italia (bandiera)    | C     | Saveria Ancora     |
|    | Danimarca (bandiera) | C     | Ulla Bastrup       |

| N. |                      | Ruolo | Calciatrice        |
| -- | -------------------- | ----- | ------------------ |
|    | Italia (bandiera)    | C     | Viviana Bontacchio |
|    | Italia (bandiera)    | C     | Maria Mariotti     |
|    | Italia (bandiera)    | C     | Adele Marsiletti   |
|    | Italia (bandiera)    | C     | Deborah Montagnani |
|    | Danimarca (bandiera) | A     | Susanne Augustesen |
|    | Italia (bandiera)    | A     | Antonella Carta    |
|    | Italia (bandiera)    | A     | Maria Losciale     |
|    | Scozia (bandiera)    | A     | Rose Reilly        |
|    | Italia (bandiera)    | A     | Lucia Semerano     |
|    | Danimarca (bandiera) | A     | Lone Smidt Hansen  |

## Risultati

### Serie A

#### Girone di andata
| Trani 2 febbraio 1985, ore 15:00 CEST 1ª giornata | Sanitas Trani 80  | 0 – 0 | Mukkilatte Firenze | Stadio Comunale (??? spett.)\| Arbitro: \| Gimmelli (Napoli) \| |
| Arbitro:                                          | Gimmelli (Napoli) |       |                    |                                                                 |

| Arbitro: | Pellizzari (Vicenza) |

|  |           |                                                 |
|  | Marcatori | 5’, 73’ (rig.) Augustesen 38’, 60’ Smidt Hansen |

| Arbitro: | Tagliaferro (Roma) |

|                                                  |           |                |
| Augustesen 25’ (rig.), 75’ Smidt Hansen 38’, 48’ | Marcatori | 47’ Blagojevic |

| Arbitro: | Angelelli (Terni) |

|  |           |                                                                          |
|  | Marcatori | 10’, 65’ Carta 17’ Augustesen 71’ Reilly 47’ Smidt Hansen 52’ Marsiletti |

| Arbitro: | Vallesi (Pisa) |

|  |           |                       |
|  | Marcatori | 33’, 79’ Smidt Hansen |

| Arbitro: | Falzier (Treviso) |

|                            |           |  |
| Carta 46’ Smidt Hansen 61’ | Marcatori |  |

| Arbitro: | Innocenzi (Tivoli) |

|  |           |                                           |
|  | Marcatori | 16’ Smidt Hansen 40’ Bontacchio 67’ Carta |

| Arbitro: | Mattioli (Foligno) |

|                         |           |                                    |
| Vignotto 63’ Venuto 68’ | Marcatori | 3’, 83’ Smidt Hansen 8’, 22’ Carta |

| Arbitro: | Marascia (Roma) |

|                                           |           |  |
| Smidt Hansen 23’ Bontacchio 33’ Carta 82’ | Marcatori |  |

| Arbitro: | Stringaro (Udine) |

|  |           |                            |
|  | Marcatori | 36’ Smidt Hansen 46’ Carta |

| Arbitro: | Spangher (Gorizia) |

|                                                     |           |  |
| Marsiletti 14’ Smidt Hansen 1’ Carta 67’ Reilly 85’ | Marcatori |  |

| Arbitro: | Rivetti (Brescia) |

|  |           |                                                             |
|  | Marcatori | 10’ (aut.) Puntel 30’ Carta 61’ Marsiletti 65’ Smidt Hansen |

#### Girone di ritorno
| Arbitro: | Pellizzari (Vicenza) |

|  |           |                       |
|  | Marcatori | 50’, 79’ Smidt Hansen |

| Arbitro: | Sportelli (Lucca) |

|                |           |  |
| Carta 65’, 84’ | Marcatori |  |

| Arbitro: | Pellizzari (Vicenza) |

|               |           |                                               |
| Salvatore 52’ | Marcatori | 6’, 19’, 71’ Carta 2’ Reilly 69’ Smidt Hansen |

| Arbitro: | Angelelli (Terni) |

|                |           |             |
| Carta 37’, 85’ | Marcatori | 35’ D'Amico |

| Arbitro: | Tagliaferro (Roma) |

|                                      |           |  |
| Marsiletti 7’ Carta 28’ Marrazza 39’ | Marcatori |  |

| Arbitro: | Angelelli (Terni) |

|           |           |  |
| Morace 6’ | Marcatori |  |

| Arbitro: | Mattioli (Foligno) |

|             |           |                           |
| Boselli 36’ | Marcatori | 15’ Reilly 40’ Montagnani |

| Arbitro: | Scapati (Potenza) |

|            |           |  |
| Reilly 12’ | Marcatori |  |

| Arbitro: | Rivetti (Brescia) |

|                          |           |                                                            |
| Boniface 33’ (rig.), 82’ | Marcatori | 5’, 59’, 80’ Smidt Hansen 15’, 68’ (rig.) Reilly 53’ Carta |

| Arbitro: | Scapati (Potenza) |

|                                                                  |           |                |
| Smidt Hansen 13’ Reilly 19’ (rig.), 82’ Marsiletti 38’ Carta 80’ | Marcatori | 69’ Magistrali |

| Arbitro: | Pellizzari (Vicenza) |

|                     |           |                             |
| Barretta 60’ (rig.) | Marcatori | 20’ Smidt Hansen 71’ Reilly |

| Arbitro: | Sportelli (Lucca) |

|                   |           |  |
| Reilly 87’ (rig.) | Marcatori |  |

### Coppa Italia
| Arbitro: | Tagliaferro (Roma) |

|  |           |                                  |
|  | Marcatori | 50’ (aut.) Fierro 65’ Montagnani |

| Arbitro: | Giampieri (Ancona) |

|  |           |                                                        |
|  | Marcatori | 12’, 53’ Carta 20’ Smidt Hansen 63’ Bastrup 85’ Reilly |

| Arbitro: | Mattioli (Foligno) |

|                      |           |  |
| Bontacchio 7’ (aut.) | Marcatori |  |

## Statistiche

### Statistiche di squadra
| Competizione | Punti | In casa | In casa | In casa | In casa | In casa | In casa | In trasferta | In trasferta | In trasferta | In trasferta | In trasferta | In trasferta | Totale | Totale | Totale | Totale | Totale | Totale | DR  |
| Competizione | Punti | G       | V       | N       | P       | Gf      | Gs      | G            | V            | N            | P            | Gf           | Gs           | G      | V      | N      | P      | Gf     | Gs     | DR  |
| ------------ | ----- | ------- | ------- | ------- | ------- | ------- | ------- | ------------ | ------------ | ------------ | ------------ | ------------ | ------------ | ------ | ------ | ------ | ------ | ------ | ------ | --- |
| Serie A      | 45    | 12      | 11      | 1       | 0       | 30      | 3       | 12           | 11           | 0            | 1            | 39           | 8            | 24     | 22     | 1      | 1      | 69     | 11     | +58 |
| Coppa Italia | 4     | 0       | 0       | 0       | 0       | 0       | 0       | 3            | 2            | 0            | 1            | 7            | 1            | 3      | 2      | 0      | 1      | 7      | 1      | +6  |
| Totale       | 49    | 12      | 11      | 1       | 0       | 30      | 3       | 15           | 13           | 0            | 2            | 46           | 9            | 27     | 24     | 1      | 2      | 76     | 12     | +64 |

### Statistiche dei giocatori
| Giocatore       | Serie A  | Serie A | Serie A     | Serie A    | Coppa Italia | Coppa Italia | Coppa Italia | Coppa Italia | Totale   | Totale | Totale      | Totale     |
| Giocatore       | Presenze | Reti    | Ammonizioni | Espulsioni | Presenze     | Reti         | Ammonizioni  | Espulsioni   | Presenze | Reti   | Ammonizioni | Espulsioni |
| --------------- | -------- | ------- | ----------- | ---------- | ------------ | ------------ | ------------ | ------------ | -------- | ------ | ----------- | ---------- |
| A. Ancora       | 1        | 0       | 0           | 0          | 0            | 0            | 0            | 0            | 1        | 0      | 0           | 0          |
| S. Augustesen   | 9        | 5       | 0           | 0          | 2            | 0            | 0            | 0            | 11       | 5      | 0           | 0          |
| G. Barba        | 3        | -1      | 0           | 0          | 0            | 0            | 0            | 0            | 3        | -1     | 0           | 0          |
| U. Bastrup      | 22       | 0       | 1           | 0          | 3            | 1            | 0            | 0            | 25       | 1      | 1           | 0          |
| P. Bonato       | 24       | 0       | 0           | 0          | 2            | 0            | 0            | 0            | 26       | 0      | 0           | 0          |
| V. Bontacchio   | 24       | 2       | 0           | 0          | 3            | 0            | 0            | 0            | 27       | 2      | 0           | 0          |
| A. Carta        | 24       | 17      | 1           | 0          | 3            | 2            | 0            | 0            | 27       | 19     | 1           | 0          |
| A. Coda         | 24       | 0       | 1           | 0          | 3            | 0            | 0            | 0            | 27       | 0      | 1           | 0          |
| V. Langella     | 19       | 0       | 3           | 1          | 3            | 0            | 0            | 0            | 22       | 0      | 3           | 1          |
| M. Losciale     | 2        | 0       | 0           | 0          | 1            | 0            | 0            | 0            | 3        | 0      | 0           | 0          |
| M. Mariotti     | 4        | 0       | 0           | 0          | 2            | 0            | 0            | 0            | 6        | 0      | 0           | 0          |
| A. Marrazza     | 19       | 1       | 1           | 0          | 3            | 0            | 0            | 0            | 22       | 1      | 1           | 0          |
| A. Marsiletti   | 22       | 5       | 0           | 0          | 0            | 0            | 0            | 0            | 22       | 5      | 0           | 0          |
| D. Montagnani   | 7        | 1       | 0           | 0          | 2            | 1            | 0            | 0            | 9        | 2      | 0           | 0          |
| A. Palma        | 10       | 0       | 1           | 0          | 1            | 0            | 0            | 0            | 11       | 0      | 1           | 0          |
| L. Pavan        | 24       | -10     | 0           | 0          | 3            | -1           | 0            | 0            | 27       | -11    | 0           | 0          |
| R. Reilly       | 20       | 11      | 0           | 0          | 3            | 1            | 0            | 0            | 23       | 12     | 0           | 0          |
| L. Semerano     | 1        | 0       | 0           | 0          | 0            | 0            | 0            | 0            | 1        | 0      | 0           | 0          |
| L. Smidt Hansen | 20       | 23      | 0           | 0          | 3            | 1            | 0            | 0            | 23       | 24     | 0           | 0          |

### Maglie e presenze in campionato
| 1ª         | 2ª | 3ª | 4ª | 6ª | 7ª | 8ª | 9ª | 10ª | 11ª | 12ª | 13ª | 14ª | 15ª | 16ª | 17ª | 19ª | 20ª | 21ª | 22ª | 23ª | 24ª | 25ª | 26ª | C1 | C2 | C3 |    |
| ---------- | -- | -- | -- | -- | -- | -- | -- | --- | --- | --- | --- | --- | --- | --- | --- | --- | --- | --- | --- | --- | --- | --- | --- | -- | -- | -- | -- |
| Pavan      | 1  | 1  | 1  | 1  | 1  | 1  | 1  | 1   | 1   | 1   | 1   | 1   | 1   | 1   | 1   | 1   | 1   | 1   | 1   | 1   | 1   | 1   | 1   | 1  | 1  | 1  | 1  |
| Coda       | 2  | 3  | 2  | 2  | 2  | 2  | 2  | 2   | 6   | 2   | 2   | 2   | 2   | 7   | 7   | 7   | 2   | 2   | 6   | 6   | 6   | 6   | 2   | 2  | 5  | 2  | 2  |
| Marsiletti | 3  |    | 3  | 3  | 11 | 11 | 11 | 11  | 11  | 3   | 7   | 7   | 7   |     | 3   | 3   | 7   | 7   | 3   | 3   | 7   | 7   | 7   | 7  |    |    |    |
| Bastrup    | 4  | 4  | 4  | 4  | 4  | 4  | 4  | 4   | 4   | 4   | 4   | 4   | 4   |     |     | 4   | 4   | 4   | 4   | 4   | 4   | 4   | 4   | 4  | 4  | 4  | 4  |
| Bonato     | 5  | 5  | 5  | 5  | 5  | 5  | 5  | 5   | 5   | 5   | 5   | 5   | 5   | 5   | 5   | 5   | 5   | 5   | 5   | 5   | 5   | 5   | 5   | 5  |    | 5  | 5  |
| Langella   | 6  | 6  | 6  | 6  | 6  | 6  | 6  | 6   |     | 6   | 6   | 6   | 6   | 6   | 6   | 6   | 6   | 6   |     |     |     |     | 6   | 6  | 6  | 6  | 6  |
| Bontacchio | 7  | 7  | 7  | 7  | 7  | 7  | 7  | 7   | 7   | 7   | 8   | 8   | 8   | 10  | 8   | 8   | 8   | 8   | 8   | 8   | 8   | 8   | 8   | 8  | 8  | 7  | 7  |
| Carta      | 8  | 8  | 8  | 8  | 8  | 8  | 8  | 8   | 8   | 9   | 9   | 9   | 9   | 8   | 9   | 9   | 9   | 9   | 7   | 7   | 9   | 9   | 9   | 9  | 9  | 9  | 9  |
| Augustesen | 9  | 9  | 9  | 9  | 9  | 9  | 9  | 9   |     |     |     |     |     |     |     |     |     |     |     |     |     |     |     | 16 |    | 8  | 15 |
| Hansen     | 10 | 10 | 10 | 10 | 10 | 10 | 10 | 10  | 10  | 10  | 10  | 10  | 10  |     | 10  | 10  | 10  | 10  | 10  | 10  | 10  | 10  | 10  | 10 | 10 | 10 | 10 |
| Reilly     | 11 | 11 | 11 | 11 | 15 |    |    |     |     | 11  | 11  | 11  | 11  | 11  | 11  | 11  | 11  | 11  | 11  | 11  | 11  | 11  | 11  | 11 | 11 | 11 | 11 |
| Palma      |    | 2  |    |    |    |    |    | 13  | 2   | 8   |     |     |     | 2   | 4   |     |     |     |     | 13  | 2   | 2   | 13  |    | 2  |    |    |
| Semerano   |    |    | 13 |    |    |    |    |     |     |     |     |     |     |     |     |     |     |     |     |     |     |     |     |    |    |    |    |
| Ancora     |    |    |    | 15 |    |    |    |     |     |     |     |     |     |     |     |     |     |     |     |     |     |     |     |    |    |    |    |
| Marrazza   |    |    |    |    | 3  | 3  | 3  | 3   | 3   |     | 3   | 3   | 3   | 3   | 2   | 2   | 3   | 3   | 2   | 2   | 3   | 3   | 3   | 3  | 3  | 3  | 3  |
| Montagnani |    |    |    |    |    |    |    |     | 9   |     |     |     |     | 9   | 13  |     |     |     | 9   | 9   | 13  | 13  |     |    | 7  |    | 14 |
| Mariotti   |    |    |    |    |    |    |    |     |     |     |     | 16  | 14  | 4   |     |     |     |     |     |     |     |     |     | 14 |    | 15 | 8  |
| Losciale   |    |    |    |    |    |    |    |     |     |     |     |     |     | 13  |     |     |     |     |     |     | 14  |     |     |    | 13 |    |    |
| Barba G.   |    |    |    |    |    |    |    |     |     |     |     |     |     |     |     |     | 12  |     |     |     | 12  | 12  |     |    |    |    |    |

## Fonti e bibliografia
La storia della società è stata cortesemente fornita dall'ex segretario del club biancoazzurro Nino (Cristoforo) Losito di Trani. I dati stagionali e le presenze da lui raccolti sono stati tratti dal quotidiano La Gazzetta del Mezzogiorno, giornale conservato dalle seguenti Biblioteche:
- Biblioteca Nazionale Centrale di Firenze;
- Biblioteca Comunale Centrale di Milano;
- Biblioteca nazionale Sagarriga Visconti-Volpi di Bari.